# P. O. Box
P. O. Box foi um grupo musical brasileiro formado originalmente em 1997 em Goiânia com cinco integrantes goianos. A formação original era composta por Carlinhos Santos (voz e violão), os irmãos Jairo Reis (guitarra, violão e vocais) e Ocione Reis (contrabaixo e vocais), Nelson Araújo (guitarra, violão e vocais) e Neil Araújo (bateria, programações e vocais). O nome foi uma sugestão de Carlinhos oriundo do termo em inglês para caixa postal (post-office box).
Após atuarem por vários anos em bandas de baile, bares, boates, estúdios e de acompanharem diversos artistas, os três resolveram se juntar e formar sua própria banda, já que eram amigos de longa data e nem sempre tinham a oportunidade de trabalhar juntos. Carlinhos sugeriu a inclusão de Nelson Araújo (guitarra, violão e vocais), e Neil Araújo (bateria, programações e vocais) para fazerem parte da banda, o que foi prontamente aceito pelos dois outros colegas. A banda ficou nacionalmente conhecida no ano 2000 com o sucesso "Papo de Jacaré", canção que pouco tempo depois chegou a ser sucesso no Japão.
Em 2002 a banda encerrou as atividades. Em 2005 a banda planejou um retorno, o qual não chegou a ocorrer.

## Integrantes
O grupo era composto originalmente por 5 integrantes, sendo eles:
- Carlinhos Santos: vocal e violão
- Jairo Reis: violão, guitarra e vocais
- Nelson Araújo: guitarra e vocais
- Ocione Reis: baixo e vocais
- Neil Araújo: bateria e vocais

## Discografia
| Ano  | Título do Álbum     | Tipo do Álbum | Gravadora    |
| ---- | ------------------- | ------------- | ------------ |
| 1997 | Até o Sol Raiar     | CD/K7         | Independente |
| 1999 | P. O. Box - Ao Vivo | CD/K7         | EMI          |
| 2001 | A Festa Continua    | CD            | EMI          |